# ماد (فیلم)
ماد (به انگلیسی: Mud) فیلمی درام، مهیج و جنایی به نویسندگی و کارگردانی جف نیکولز و محصول سال ۲۰۱۲ آمریکا می‌باشد. از بازیگران فیلم می‌توان به متیو مک‌کانهی، تای شرایدن، سام شپارد و ریس ویترسپون اشاره کرد.
این فیلم یکی از نامزدهای نخل طلایی جشنواره فیلم کن ۲۰۱۲ بود. همچنین در ژانویهٔ ۲۰۱۳، در جشنواره فیلم ساندنس بر روی پرده رفت و در ۱۰ مه ۲۰۱۳ نیز، به‌طور گسترده اکران شد.

## داستان
دو نوجوان در برخورد با یک زندانی فراری تصمیم می‌گیرند تا او را از دست پلیس و جایزه بگیرها فراری دهند و به او کمک کنند تا به عشق اش برسد.